# Jennifer Morgan
Jennifer Morgan (Ridgewood, New Jersey, 21 de abril de 1966) es una activista ambiental germano-estadounidense especializada en políticas de cambio climático. Desde 2022 trabaja como representante especial para la política climática internacional del Ministerio Federal de Asuntos Exteriores en Alemania bajo la dirección de la ministra Annalena Baerbock.
De 2016 a 2022, Morgan dirigió la organización de protección ambiental Greenpeace International junto con Bunny McDiarmid.

## Trayectoria
Morgan nació en Ridgewood, Nueva Jersey. Comenzó los estudios universitarios sobre ciencias políticas y alemán en 1988 en la Universidad de Indiana en Bloomington. Luego se trasladó a la Escuela de Servicio Internacional de la Universidad Americana en Washington D. C.  donde estudió Relaciones Internacionales.

### Primeros comienzos
De 1994 a 1996, Morgan trabajó como coordinadora de la sección estadounidense de la Red de Acción Climática. Más tarde dirigió el Programa de Cambio Climático Global del WWF de 1998 a 2006. Posteriormente trabajó como Directora de Cambio Climático Global en el grupo de expertos E3G (Ambientalismo de Tercera Generación) de 2006 a 2009. De 2009 a 2016, trabajó como Directora Global del Programa de Clima en el Instituto de Recursos Mundiales.

### Greenpeace, 2016-2022
Desde abril de 2016, Morgan ocupó el cargo de directora ejecutiva de Greenpeace Internacional, junto con Bunny McDiarmid.
Morgan además trabajó durante la presidencia alemana del Consejo de la UE en 2007 en el consejo asesor del Gobierno Federal bajo la dirección del investigador climático Hans Joachim Schellnhuber y apoyó la iniciativa Breaking the Climate Deadlock del ex primer ministro británico Tony Blair desde 2008. También trabajó como editora revisora de un capítulo del Quinto Informe de Evaluación del IPCC y fue miembro del Consejo para el Desarrollo Sostenible del gobierno alemán (Rat für Nachhaltige Entwicklung). De 2010 a 2017 fue miembro del Consejo Asesor Científico del Instituto de Potsdam para la Investigación del Impacto Climático y es miembro honorario de Germanwatch.
Durante ese tiempo, Morgan fue un participante habitual en las conferencias de las Naciones Unidas sobre el cambio climático.

### Enviada de Alemania para el clima, 2022-actualidad
El 8 de febrero de 2022 se anunció que Morgan sería nombrada representante especial para la política climática internacional en el Ministerio de Asuntos Exteriores de la República Federal de Alemania. Para ello, sin embargo, tuvo que adquirir la ciudadanía alemana, lo que hizo el 28 de febrero de 2022. Su superiora Annalena Baerbock formuló grandes expectativas cuando fue nombrada en febrero de 2022, diciendo que "como timonel, Jennifer Morgan dirigirá nuestra política exterior climática, ampliará las asociaciones con otros países alrededor del mundo y conducirá el diálogo con la sociedad civil en todo el mundo".
Morgan, junto con Maisa Rojas, lideró el grupo de trabajo en la Conferencia de las Naciones Unidas sobre el Cambio Climático de 2022 que llegó a un acuerdo sobre financiación de pérdidas y daños.

### Artículos seleccionados
- Jennifer L. Morgan, Claudio Maretti, Giulio Volpi. Tropical deforestation in the context of the post-2012 Climate Change Regime. pp. 101–110  In: Paulo Moutinho & Stephan Schwartzman (Hrsg.): Tropical Deforestation and Climate Change. Belém: IPAM/Washington DC, Environmental Defense, 2005. ISBN 858782712X https://cmapspublic3.ihmc.us/rid=1H42JRS7V-275MYTJ-F3N/4930_TropicalDeforestation_and_ClimateChange.pdf#page=101
- Jennifer Morgan. Ensuring a secure climate and energy future: Views from Civil Society. London: Chatham House (Royal Institute of International Affairs), September 2006. https://e3g.org/wp-content/uploads/Gleneagles_Views_from_Civil_Society_Sept06.pdf
- Jennifer L. Morgan, Rebecca Bertram. Changing Business and Political Climates in the US and Europe: Where is Japan? London: Third Generation Environmentalism Ltd., 2007. https://www.jstor.org/stable/resrep17772
- Stefan Rahmstorf, Jennifer Morgan, Anders Levermann, and Karsten Sach. Scientific understanding of climate change and consequences for a global deal. In: Hans Joachim Schellnhuber et al. (eds.): Global Sustainability: A Nobel Cause. Cambridge University Press, 2010. (pp. 67–80)
- Lutz Weischer, Jennifer Morgan, Milap Patel. Climate Clubs: Can Small Groups of Countries make a Big Difference in Addressing Climate Change? In: Review of European Community & International Environmental Law (RECIEL), Vol. 21, No. 3 (November 2012), pp. 177–192. https://doi.org/10.1111/reel.12007
- Jennifer Morgan, Kevin Kennedy. First Take: Looking at President Obama’s Climate Action Plan. Washington, D.C.: World Resources Institute. June 25, 2013. https://www.wri.org/insights/first-take-looking-president-obamas-climate-action-plan
- Jennifer Margan. Volle Wende voraus. In: The European. June 2, 2013. https://www.theeuropean.de/jennifer-morgan/6926-globale-energiewende-und-deutsche-verantwortung
- Jennifer Morgan, Lutz Weischer. The World Needs More Energiewende. Washington, D.C.: World Resources Institute, July 30, 2013. https://www.wri.org/insights/world-needs-more-energiewende
- Jennifer Morgan, David Waskow. A new look at climate equity in the UNFCCC. In: Climate Policy, Vol. 14, No. 1 (October 2013), pp. 17–22. https://doi.org/10.1080/14693062.2014.848096
- Jennifer Morgan. 6 Functions for the International Climate Agreement. Washington, D.C.: World Resources Institute, March 17, 2014 https://www.wri.org/insights/6-functions-international-climate-agreement
- Michael I. Westphal, Pascal Canfin, Athena Ballesteros and Jennifer Morgan. Getting to $100 Billion: Climate Finance Scenarios and Projections to 2020. In: Working Paper. Washington, DC: World Resources Institute, May 2015
- Jennifer Morgan, Eliza Northrop. Will the Paris Agreement accelerate the pace of change? In: WIREs, Vol. 8, No. 5 (September/October 2017), https://doi.org/10.1002/wcc.471